# Крейн (Орегон)
Крейн (англ. Crane) — переписна місцевість (CDP) в США, в окрузі Гарні штату Орегон. Населення — 116 осіб (2020).

## Географія
Крейн розташований за координатами 43°25′4″ пн. ш. 118°35′15″ зх. д. / 43.41778° пн. ш. 118.58750° зх. д. (43.417916, -118.587477).  За даними Бюро перепису населення США в 2010 році переписна місцевість мала площу 26,98 км², уся площа — суходіл.

## Демографія
Згідно з переписом 2010 року, у переписній місцевості мешкало 129 осіб у 51 домогосподарстві у складі 33 родин. Густота населення становила 5 осіб/км².  Було 64 помешкання (2/км²).
Расовий склад населення:
| - 93,8 % — білих - 2,3 % — чорних або афроамериканців - 0,8 % — корінних американців - 2,3 % — осіб інших рас |

До двох чи більше рас належало 0,8 %. Частка іспаномовних становила 3,9 % від усіх жителів.
За віковим діапазоном населення розподілялося таким чином: 30,2 % — особи молодші 18 років, 55,8 % — особи у віці 18—64 років, 14,0 % — особи у віці 65 років та старші. Медіана віку мешканця становила 40,8 року. На 100 осіб жіночої статі у переписній місцевості припадало 111,5 чоловіків;  на 100 жінок у віці від 18 років та старших — 119,5 чоловіків також старших 18 років.
Середній дохід на одне домашнє господарство  становив 71 102 долари США (медіана — 81 111), а середній дохід на одну сім'ю — 82 258 доларів (медіана — 85 000). За межею бідності перебувало 4,4 % осіб, у тому числі 0,0 % дітей у віці до 18 років та 35,3 % осіб у віці 65 років та старших.
Цивільне працевлаштоване населення становило 78 осіб. Основні галузі зайнятості: сільське господарство, лісництво, риболовля — 46,2 %, освіта, охорона здоров'я та соціальна допомога — 37,2 %, транспорт — 11,5 %, науковці, спеціалісти, менеджери — 5,1 %.